# La notte rossa del falco
La notte rossa del falco (La ciudad maldita) è un film italo-spagnolo del 1978 diretto da Juan Bosch.

## Trama
OP, un pistolero arriva nella cittadina di Personville, inviato da un ricco magnate, ma al suo arrivo scopre una rete di corruzione e ricatti oltre all'omicidio dello stesso magnate.